# Ricinoides olounoua
Espèce
Ricinoides olounoua est une espèce de ricinules de la famille des Ricinoididae.

## Distribution
Cette espèce est endémique du Cameroun. Elle se rencontre vers Olounou.

## Description
Le mâle holotype mesure 6,2 mm.

## Étymologie
Son nom d'espèce lui a été donné en référence au lieu de sa découverte, Olounou.

## Publication originale
- Legg, 1978 : Two new ricinuleids from W. Africa (Arachuida: Ricinulei) with a key to the adults of the genus Ricinoides. Bulletin of the British Arachnological Society, vol. 4, no 2, p. 89-99.